# Tom van den Nieuwenhuijzen
Tom J.H. van den Nieuwenhuijzen-Wittens (sinh ngày 18 tháng 7 năm 1982) là một chính khách người Hà Lan, hiện đang là nghị sĩ Hạ viện. Ông là thành viên của đảng chính trị xanh GroenLinks.
Sau khi nhận bằng kỹ sư, Van den Nieuwenhuijzen bắt đầu làm việc trong lĩnh vực xây dựng. Ông từng là nghị sĩ hội đồng thành phố Eindhoven từ năm 2010 đến năm 2016, giai đoạn ông được mệnh danh là Mister Gay Netherlands. Sau đó, ông làm việc với tư cách là người làm việc cho đô thị Son en Breugel cho đến năm 2019. Ông được bổ nhiệm làm nghị sĩ Hạ viện vào năm 2020. Trong sự nghiệp chính trị của mình, Van den Nieuwenhuijzen đã tập trung vào tính bền vững và sự chấp nhận của cộng đồng LGBT.

## Đầu đời và giáo dục
Van den Nieuwenhuijzen sinh ra tại Weert thuộc tỉnh Limburg của Hà Lan vào ngày 18 tháng 7 năm 1982. Mẹ ông làm thư ký, trong khi cha ông không được tuyển dụng do khuyết tật. Van den Nieuwenhuijzen theo học tại một trường trung học thuộc Philips van Horne Scholengemeenschap ở thành phố đó từ năm 1994 đến 1999, lấy bằng tốt nghiệp havo. Sau đó, ông đến Trường Trung học Franklin Pierce ở bang Washington của Mỹ trong một năm. Van den Nieuwenhuijzen học kỹ thuật kiến trúc tại Đại học Khoa học Ứng dụng Avans ở Tilburg (2000–2005). Thời niên thiếu, anh là thành viên của Tổ chức Thanh niên Tự do và Dân chủ, bộ phận thanh niên độc lập của VVD.
Khi đang có việc làm, Van den Nieuwenhuijzen theo học ngành quản trị kinh doanh tại Leergang Bedrijfskunde ở Maastricht (2008–2010). Ông cũng nhận bằng Thạc sĩ Khoa học Quản trị kinh doanh tại Đại học Kinh doanh Nyenrode vào năm 2017 sau hai năm học.

## Đời tư
Van den Nieuwenhuijzen công khai là người đồng tính và ông đã kết hôn vào năm 2008. Ông đã sống ở thành phố Utrecht ít nhất từ năm 2017.
Năm 2008, ông đã đâm vào một cái cây khi đang đạp xe leo núi. Ông đã nghỉ phép tại hội đồng thành phố Eindhoven vào năm 2015 do biến chứng từ vụ tai nạn.